# Боговоля
45°05′ пн. ш. 15°44′ сх. д. / 45.08° пн. ш. 15.74° сх. д.
Боговоля (хорв. Bogovolja) — населений пункт у Хорватії, у Карловацькій жупанії у складі громади Цетинград.

## Населення
Населення за даними перепису 2011 року становило 170 осіб.
Динаміка чисельності населення поселення: